# Пастеризованные яйца

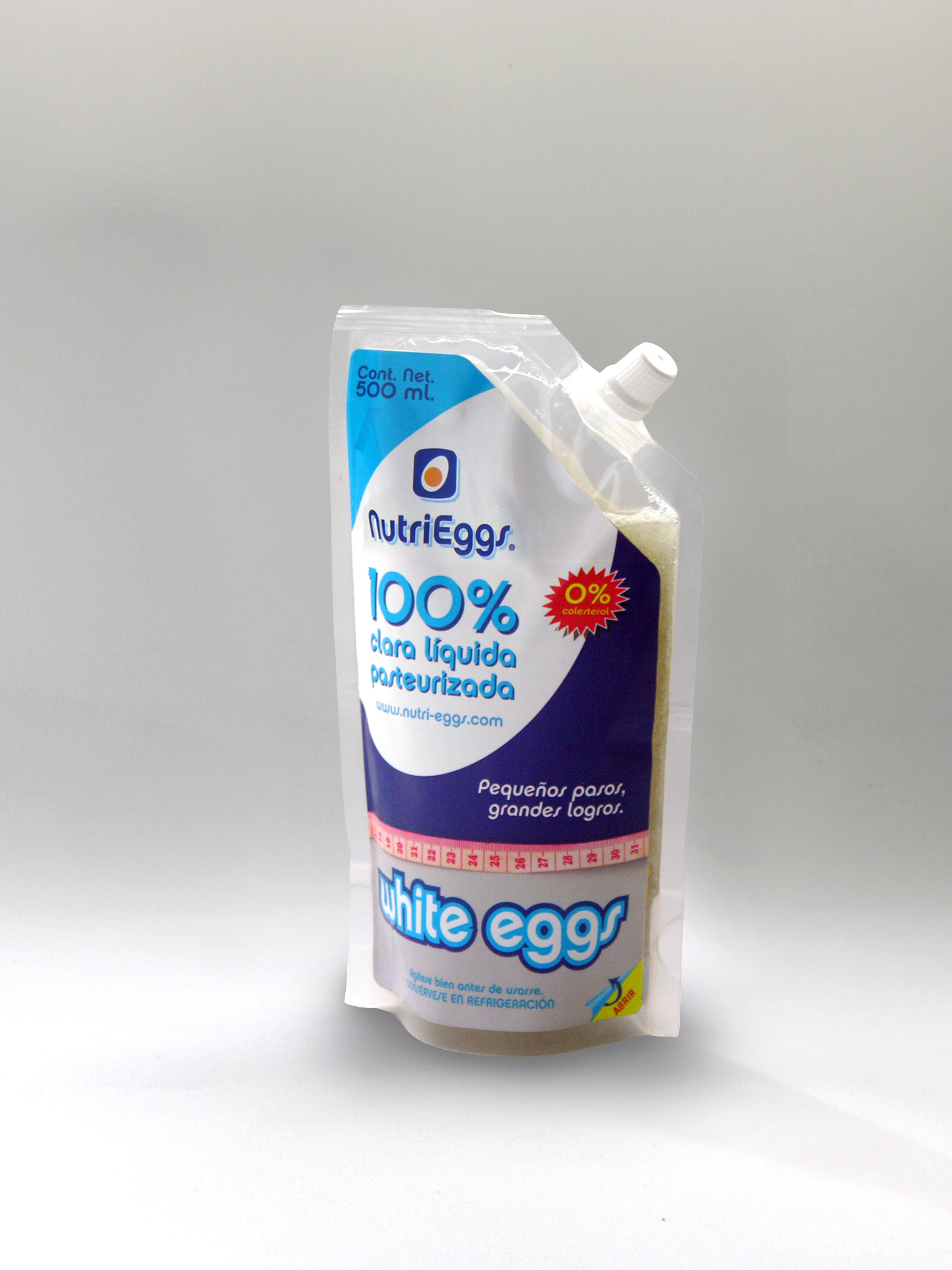
Пастеризованные белые яйца

Пастеризованные — яйца, которые были пастеризованы для снижения риска пищевых отравлений в блюдах, которые не готовятся или готовятся лишь слегка. Они могут продаваться в виде жидких яичных продуктов или пастеризованными в скорлупе.

## Обоснование
В 2013 году Управление по санитарному надзору за качеством пищевых продуктов и медикаментов США в своде пищевых стандартов определило яйца в скорлупе как потенциально опасную пищу, то есть «пищу, которая требует контроля времени/температуры для обеспечения безопасности (TCS) с целью ограничения роста патогенных микроорганизмов или образования токсинов».
Все яичные продукты, продаваемые в США и подвергающиеся пастеризации из-за риска пищевых отравлений, производятся в соответствии с правилами Министерства сельского хозяйства США. Продажа яичных продуктов без пастеризации запрещена. Не рекомендуется употреблять сырые или недоваренные яйца из-за возможности присутствия бактерий сальмонеллы.
Из-за риска пищевого отравления, вызываемого бактериями сальмонеллы, которые могут присутствовать в сырых яйцах, Министерство сельского хозяйства США требует, чтобы на всех упаковках сырых яиц в скорлупе, которые не обрабатываются для уничтожения сальмонеллы, было указано следующее: «Инструкции по безопасному обращению: чтобы предотвратить заражение бактериями, храните яйца в холодильнике, варите яйца до тех пор, пока желтки не станут твёрдыми, и тщательно готовьте блюда, содержащие яйца» (англ. «Safe Handling Instructions: To prevent illness from bacteria: Keep eggs refrigerated, cook eggs until yolks are firm, and cook foods containing eggs thoroughly»).

### Сальмонеллёз
Основной риск, связанный с яйцами — пищевое отравление, вызываемое бактерией Salmonella enteritidis. Salmonella enteritidis — опасная бактерия, которая может передаваться человеку при употреблении сырых или недоваренных яиц. Почти в четырёх из пяти случаев пищевого отравления, вызванного Salmonella, общим фактором является употребление сырых или недоваренных яиц.
Сальмонеллёз — заболевание, вызываемое инфекцией сальмонеллы — характеризуется тошнотой, рвотой, спазмами в животе, диареей, лихорадкой и головной болью. Симптомы проявляются в период от шести до 72 часов после употребления пищи, заражённой бактериями сальмонеллы. Всего 15 бактериальных клеток могут вызвать пищевое отравление.
В то время как Центры по контролю и профилактике заболеваний США оценивают, что в стране ежегодно регистрируется миллион случаев сальмонеллёза, приводящих к 19000 госпитализаций и 380 смертям, Управление по санитарному надзору за качеством пищевых продуктов и медикаментов США (FDA) оценивает, что только 79 000 случаев в год являются результатом употребления яиц, заражённых сальмонеллой, из которых только 30 приводят к смерти.
В Европе все куры должны быть привиты от сальмонеллёза. Яйца не моют (а в некоторых странах не хранят в холодильнике), так как конденсат может привести к заражению сальмонеллёзом. В США важно хранить яйца в холодильнике, так как не все куры привиты.

### Вирус птичьего гриппа
Процесс пастеризации яиц также уничтожает вирус птичьего гриппа.

### Соблюдение пищевого кодекса
В Пищевом кодексе Управления по санитарному надзору за качеством пищевых продуктов и медикаментов США 2013 года говорится, что при обслуживании высокочувствительных групп населения (детей дошкольного возраста; пожилых людей; лиц с ослабленной иммунной системой; и лиц, которые получают питание в условиях, обеспечивающих уход за детьми или взрослыми, таких как центры дневного ухода за детьми или взрослыми, центры диализа почек, больницы или дома престарелых. Пастеризованные яйца или яичные продукты должны заменять сырые яйца при приготовлении таких блюд, как салат «Цезарь», соус «Голландский» или «соус «Беарне», майонез, безе, гоголь-моголь, мороженое, напитки, обогащённые яйцами, и рецепты, в которых используется более одного яйца. Пищевой кодекс FDA получил признание в юрисдикциях здравоохранения по всей территории США.

## Продукты
В отличие от цельных яиц, «яичные продукты» определяются Министерством сельского хозяйства США (USDA) как «яйца, очищенные от скорлупы для переработки». Переработка яичных продуктов включает в себя разбивание яиц, фильтрацию, смешивание, стабилизацию, взбивание, пастеризацию, охлаждение, замораживание или сушку и упаковку. Это делается на предприятиях, прошедших проверку USDA.
К яичным продуктам относятся цельные яйца, белки, желтки и различные смеси с неяичными ингредиентами или без них, которые проходят обработку и пастеризацию и могут быть доступны в жидком, замороженном и сухом виде. Это достигается путём нагревания продуктов до определённой температуры в течение определённого времени.
Предварительно разделённые яйца и цельные яичные продукты могут использоваться в коммерческой кулинарии и выпечке для экономии времени или сокращения пищевых отходов. Кроме того, к яйцам в скорлупе не применяется обозначение «потенциально опасные».

## Яйца в пастеризованной скорлупе
По данным Министерства сельского хозяйства США, пастеризованные яйца в скорлупе можно безопасно употреблять в пищу без термической обработки. Например, их можно безопасно употреблять в сыром виде (например, в сыром тесте для печенья или в гоголь-моголе) или в недожаренном виде (например, в яичнице-глазунье). Многие предприятия общественного питания и медицинские учреждения используют эти яйца для предотвращения перекрёстного загрязнения на своих кухнях.

### История
При традиционной пастеризации нагревание сырого яйца в скорлупе до достаточно высокой температуры для достижения пастеризации также приводит к его приготовлению. Однако в начале 1980-х годов доктор Джеймс П. Кокс (Dr. James P. Cox) и Р. У. Даффи Кокс (R.W. Duffy Cox) из Линдена, штат Вашингтон, начали разрабатывать методы пастеризации яиц в скорлупе.
В начале 1990-х годов Коксы (Coxes) познакомились с Л. Джоном Дэвидсоном (L. John Davidson). Дэвидсон осознал потребность рынка и возможность создания более безопасного варианта яиц для потребителей и предприятий пищевой промышленности по всей стране. Дэвидсон заключил лицензионное соглашение на технологию с семьёй Кокс и основал компанию Pasteurized Egg Corporation, чтобы представить технологию безопасных яиц на потребительском рынке.
Процесс пастеризации яиц в скорлупе был запатентован. В настоящее время компания National Pasteurized Eggs Inc. из Лансинга, штат Иллинойс, владеет патентом доктора Кокса на процесс пастеризации. Только компания National Pasteurized Eggs Inc. может поставлять пастеризованные яйца в скорлупе, произведенные с помощью этих запатентованных процессов. Яйца можно найти во всех штатах Америки под брендом Davidson's Safest Choice, представленным в 2003 году.

### Процесс
Пастеризация яиц в скорлупе достигается с помощью метода, в котором используются точные временные и температурные режимы в водяных ваннах. Пастеризация яиц в скорлупе также может быть достигнута с помощью процесса, включающего обработку озоном и активными формами кислорода при высоком и низком давлении с последующей заменой инертным газом, например азотом.
В настоящее время пастеризованные яйца в скорлупе, обработанные методом нагревания, являются единственными коммерчески доступными пастеризованными яйцами. По данным Министерства сельского хозяйства США, яйца в скорлупе можно пастеризовать с помощью переработчика, если FDA одобрило процесс уничтожения сальмонелл. Пастеризованные яйца в скорлупе теперь доступны в некоторых продуктовых магазинах, и их необходимо хранить в холодильнике для сохранения качества. Оборудование для пастеризации яиц в скорлупе недоступно для домашнего использования, и пастеризовать яйца в скорлупе в домашних условиях без приготовления содержимого яйца очень сложно.
После пастеризации яйца покрывают пищевым воском для сохранения свежести и предотвращения загрязнения окружающей среды и маркируют синей или красной буквой «P» в круге, чтобы отличить их от непастеризованных яиц.

### Качество
Мнения о качестве пастеризованных яиц в скорлупе неоднозначны и иногда зависят от того, сравниваются ли экспериментальные процессы или продукты, которые действительно представлены на рынке. В ходе дегустации были отмечены недостатки пастеризованных яиц в скорлупе, экспериментально полученных с помощью пастеризации в микроволновой печи (не для пастеризованных яиц в скорлупе, представленных на рынке). Репортёр San Francisco Chronicle, используя доступные в продаже пастеризованные яйца в скорлупе, отметил «лёгкий химический привкус» пастеризованных яиц в скорлупе, а блогер Lifescript отметил «едва заметную» разницу во вкусе и аромате и заявил, что яйца «стоят» своей цены. Журнал Relish утверждает, что пастеризованные яйца в скорлупе «выглядят как настоящие яйца, ведут себя как настоящие яйца и имеют вкус настоящих яиц». «Независимые дегустации, проведённые на кухнях Good Housekeeping, не смогли выявить никаких различий между сырыми и пастеризованными яйцами» (англ. «Independent taste tests conducted in Good Housekeeping kitchens have not been able to tell any differences between raw and pasteurized eggs»), — сообщает Food Safety News. В двух из трёх дегустаций репортёр Chicago Tribune предпочёл вкус пастеризованных яиц вкусу фермерских яиц. Согласно International Business Times, спрос на пастеризованные яйца в скорлупе в сфере общественного питания высок, поскольку в 2008 году «такие штаты, как Калифорния, Айова, Мичиган, Висконсин и Иллинойс, приняли последний Кодекс о пищевых продуктах Управления по санитарному надзору за качеством пищевых продуктов и медикаментов США, согласно которому пастеризованные яйца в скорлупе должны заменяться сырыми яйцами для групп риска».

### Освобождение
Пищевой кодекс FDA исключает пастеризованные яйца в скорлупе из определения «контроль времени/температуры для обеспечения безопасности пищевых продуктов» (англ. «time/temperature control for safe food»). Требуется иметь при себе рекомендации по безопасному обращению.
Министерство сельского хозяйства США также утверждает, что «пастеризованные яйца в скорлупе можно безопасно употреблять в пищу без термической обработки».